# Ektomorf
Ektomorf — венгерская грув-метал группа. Была основана в 1994 году братьями Золтаном (вокал, гитара) и Чабой Фаркашами (бас-гитара). Дебютная пластинка «Hangok» (1996), сочетающая грув-метал, ню-метал и цыганскую этническую музыку, принесла группе известность на родине. Следующему одноимённому альбому «Ektomorf» (1998) сопутствовал необыкновенный успех в Европе.
В скором времени к группе присоединился барабанщик Йожеф Сакач, и трио записало «Kalyi Jag» (чёрное пламя), всемирный релиз которого состоялся в 2000 году. Пластинка получила прекрасные рецензии в прессе, не удержавшейся от сравнений с Sepultura и Soulfly из-за агрессивных, безудержных риффов и текстов социально-критического содержания.
В 2002 году Ektomorf выпустили «I Scream Up To The Sky». Альбом стал одной из самых успешных работ группы и получил восторженные отзывы критиков и отличные характеристики в популярных музыкальных изданиях, среди которых Metal Hammer, Rock Hard и многие другие.
В 2003 году, вскоре после того, как к Ektomorf присоединился гитарист Tamás Schrottner, группа подписала контракт с лейблом Nuclear Blast и в ноябре начала запись нового альбома «Destroy» (2004). В работе над диском участвовал продюсер Tue Madsen (Mnemic, The Haunted, Disbelief, Illdisposed).
В альбоме «Instinct», вышедшем в 2005 году, Ektomorf стали звучать ещё более энергично и агрессивно. Пластинку также записал Tue Madsen.
6 января 2006 года на лейбле Nuclear Blast Records вышел долгожданный концертный DVD Ektomorf «Live and Raw…You Get What You Give». На диске записано выступление Ektomorf на фестивале Summer Breeze 2005 года, а также все видеоклипы группы. В качестве бонуса к DVD прилагается аудио CD с ремастированной версией альбома «Kalyi Jag».
Уже в 2006 году «Ektomorf» подготовили седьмой студийник — «Outcast». Альбом вышел очень живым и энергичным. Он также был записан в Дании на студии Antfarm под руководством продюсера Tue Madsen. В качестве сюрприза на диске присутствует кавер композиции L7 «Fuel My Fire», а также три бонус-трека, запись которых была произведена во время репетиций также в Antfarm Studio.
20 марта 2009 года Ektomorf на лейбле AFM Records выпустила свой новый альбом под названием «What Doesn’t Kill Me…». Диск был записан в датской студии Antfarm вместе с неизменным продюсером Tue Madsen’ом.
14 мая 2025 года группа дала концерт в Москве, Россия.

## Состав
- Золтан Фаркаш — вокал/гитара (с 1994 г.)
- Абриш Хагья — гитара (с 2021 г.)
- Чаба Захоран — бас-гитара (с 2018 г.)
- Акос Кобела — ударные (с 2022 г.)

### Бывшие участники
- Чаба Фаркаш — бас-гитара (1994—2008 гг.)
- Йожеф Сакач — ударные (1998—2009 гг.)
- Чаба Тернован — ударные (1994—1998 гг.)
- Михай Яно — гитара (1994—1997,1998-2000 гг.)
- Бела Маркштайнер — гитара (1997—1998 гг.)
- Ласло Ковач — гитара (2000—2002 гг.)

## Дискография
| Студийные альбомы - Hangok (1996) - Ektomorf (1998) - Kalyi Jag (2000) - Felüvöltök az ègbe (2002) - I Scream Up To The Sky (2002) - Destroy (2004) - Instinct (2005) - Outcast (2006) - What Doesnt Kill Me… (2009) - Redemption (2010) - The Acoustic (2012) - Black Flag (2012) - Retribution (2014) - Aggressor (2015) - Fury (2018) - Reborn (2021) - Vivid Black (2023) Концертные альбомы - Live and Raw: You Get What You Give (2006) - Warpath (Live and Life on the Road) (2017) Демо - Holocaust (1993) - A Romok Alatt (1995) | Синглы - «Destroy» (2004) - «Outcast/IChoke» (2006) - «The Gipsy Way» (2010) - «Evil by Nature» (2015) - «Brotherhood Of Man» (Tribute To Lemmy) (2016) - «The Prophet of Doom» (2018) - «Ak 47» (2018) - «Eternal Mayhem» (2018) - «Heart-Shaped Box» (2023) - «I'm Your Last Hope (The Rope Around Your Neck)» (2023) - «You and Me» (2023) - «Heretic» (2025) - «Dear God» (2025) - «Suicide Note» (2025) Видеография - «A Romok Alatt» - «Nem Engedem» - «Testvérdal» - «I Know Them» - «Destroy» - «Set Me Free» - «Show Your Fist» - «Outcast» - «I Choke» - «It’s Up To You» - «Last Fight» - «Sea of misery» - «The One» - «To Smoulder» - «Unscarred» - «Black Flag» - «Numb and Sick» - «You Can’t Control Me» - «Whisper» - «Holocaust» - «Aggressor» - «The Prophet Of Doom» - «Reborn» - «And The Dead Will Walk» - «Smashing The Past» - «Heart-Shaped Box» |